# Hemithyrsocera caligasimilis
Hemithyrsocera caligasimilis är en kackerlacksart som först beskrevs av Roth, L. M. 1985.  Hemithyrsocera caligasimilis ingår i släktet Hemithyrsocera och familjen småkackerlackor. Inga underarter finns listade i Catalogue of Life.